# James H. Wilkinson
James Hardy Wilkinson (ur. 27 września 1919 w Strood w Wielkiej Brytanii, zm. 5 października 1986 w Londynie) – brytyjski matematyk, specjalista w dziedzinie analizy numerycznej, który wniósł istotny wkład do nauk komputerowych.

## Życiorys
Od wczesnego dzieciństwa wykazywał uzdolnienia matematyczne. W wieku 17 lat rozpoczął studia w Trinity College na Uniwersytecie Cambridge. W 1940 r. rozpoczął pracę w dziedzinie balistyki, w 1946 r. przeniósł się do National Physical Laboratory, gdzie współpracował z Alanem Turingiem nad projektem komputerowym Pilot ACE.
Potem zainteresowania Wilkinsona skupiły się na polu analizy numerycznej, gdzie wynalazł szereg ważnych algorytmów.
W 1970 r. Wilkinson otrzymał Nagrodę Turinga za badania w dziedzinie analizy numerycznej, które ułatwiły wykorzystanie komputerów, oraz badania na polu algebry liniowej i wstecznej analizy błędów.